# Fluorid hexaoxygenylu
Fluorid hexaoxygenylu je anorganická sloučenina s chemickým vzorcem F2O6. Patří mezi fluoridy kyslíku.

## Příprava
Fluorid hexaoxygenylu lze připravit elektrickým výbojem směsí fluoru a kyslíku v molárním poměru 6:2 při 60 - 77 K.

## Vlastnosti
Fluorid hexaoxygenylu je oxidační činidlo. Při 60 K je to tmavě hnědá krystalická pevná látka. Při pomalém zahřívání se rozkládá na nižší fluoridy kyslíku a ozon. Při rychlém zahřátí na 90 K se výbušně rozkládá na kyslík a fluor.